# Mukō
Mukō (向日市, Mukō-shi) és una ciutat a la Prefectura de Kyoto, Japó. En 2008, la ciutat tenia una població estimada de 55.031 habitants i una densitat de 6.977,57 persones per km². La superfície total és de 7,67 km². La ciutat fou fundada l'1 d'octubre de 1972. Ses ciutats veïnes són Kyoto i Nagaokakyō. Muko ha estat ciutat agermanada amb Saratoga (Califòrnia), EUA des de 1983.

## Història
Al final del segle viii, l'Emperador Kammu traslladà la seva capital de Nara a Nagaokakyo. La nova capital abastava una gran part de la moderna Muko, on la investigació moderna ha revelat que es localitzava palau. Al sud, també incloïa parts de Nagaokakyo. En 794, a causa de la temperatura humida de la zona i la reputació com a brou de cultiu per malalties, Kammu va traslladar la seva capital a Heian de Nagaoka, modernament conegut com a Kyoto.

## Política i govern

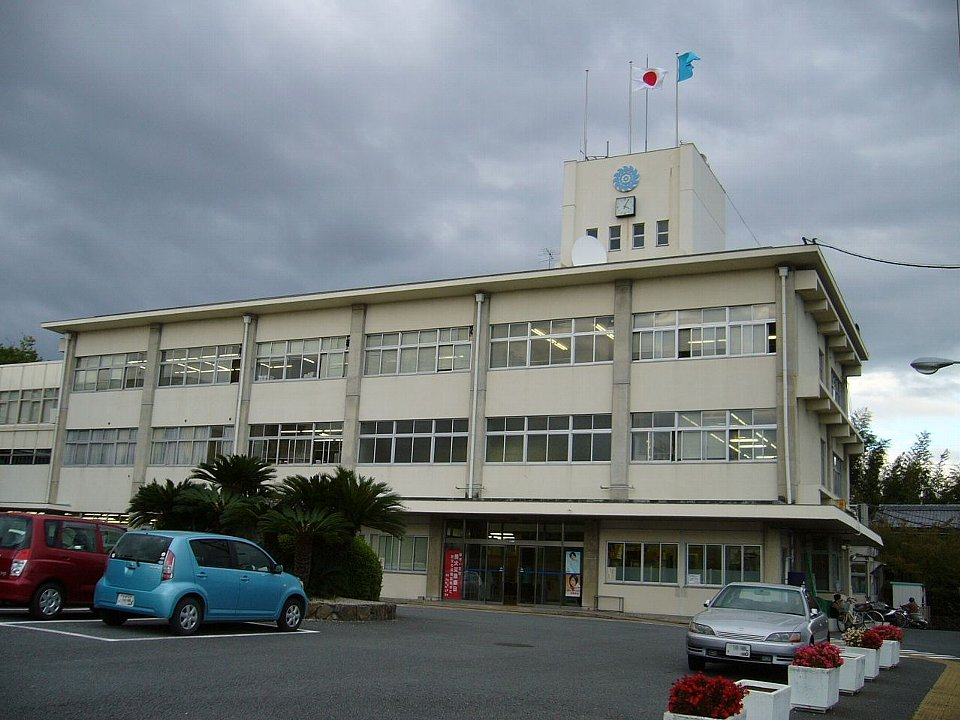
Ajuntament de Muko.

Muko és governada pel batle Kushima Tsutomu, un independent. L'assemblea de la ciutat compta amb 24 membres. El Partit Comunista Japonès té una forta presència en la política local amb vuit membres en l'assemblea.